# Société scientifique, historique et archéologique de la Corrèze
La Société scientifique, historique et archéologique de la Corrèze est une société savante fondée en 1878 à Brive-la-Gaillarde.

## Historique
La Société scientifique, historique et archéologique de la Corrèze a été créée à Brive en juillet 1878 à l'initiative de quinze personnes réunies en comité. Au cours de la première assemblée constituante, le 9 septembre 1878, le secrétaire a indiqué qu'un comité similaire s'était formé à Tulle, en y fixant son siège (Société des lettres, sciences et arts de la Corrèze) et un autre à Brive.

## Objectifs de la société
La société a pour but « d’encourager et de développer les études archéologiques et historiques et de sauvegarder les monuments anciens. » Elle s’attache ainsi à l'histoire, à la connaissance et à la valorisation du patrimoine bâti et archéologique du Bas-Limousin de l’actuel département de la Corrèze, sujets sur lesquels ses membres publient dans les bulletins de la société Elle s'efforce ainsi de diffuser les connaissances d'histoire régionale, notamment celle de la Corrèze et la vicomté de Turenne.

## Actions
La Société scientifique, historique et archéologique de la Corrèze organise des sorties de découverte et des conférences. Elle a créé une bibliothèque.
Elle publie le Bulletin de la Société scientifique, historique et archéologique de la Corrèze.
Elle avait pour but de fonder un musée à partir des collections données par ses membres, en particulier le préhistorien Élie Massénat et Ernest Rupin, historien d'art, botaniste et dessinateur. C'est en 1892 que ce projet s'est réalisé quand la ville de Brive-la-Gaillarde a donné l'ancienne demeure de la supérieure du couvent des clarisses, l'actuelle maison Cavaignac. Ernest Rupin en a été le premier directeur. Ce musée a été déplacé en 1989 dans l'hôtel Labenche.

### Anciens membres
- Ernest Rupin
- Anatole Roujou